# 夏音/変な夢 〜THOUSAND DREAMS〜
『夏音／変な夢 〜THOUSAND DREAMS〜』（なつおと／へんなゆめ サウザンド・ドリームズ）は、日本のロックバンド、GLAYの通算34作目のシングル。2006年9月13日にリリースされた。発売元は東芝EMICapitol Records。

## 解説
- 氷室京介とのコラボレーションシングル「ANSWER」から1ヶ月、GLAY名義のシングル「G4」からでも2ヶ月という短期間でのリリースとなった。本作は「天使のわけまえ／ピーク果てしなく ソウル限りなく」以来となる両A面シングルで、両曲ともそれぞれタイアップがついた。
- 「夏音」はTBSのバラエティ番組「恋するハニカミ!」の7〜9月テーマ曲であり、メンバーのTERUとTAKUROが番組に最初から最後まで出演し、最後に夏音のアコースティックバージョンが披露された。「変な夢 〜THOUSAND DREAMS〜」は関東・関西でのみ放送されたModern Amusementの企業CMソングである。なお、Modern Amusementの企業CMにはGLAYのメンバーが出演した。
- 「ホワイトロード」以来2作ぶり、通算20作目の首位獲得。また、1997年発売の「口唇」発売以降10年連続の首位獲得となった。
- 前述のように両A面シングルであるが、CDのジャケットには「夏音」としか表記しておらず、「変な夢 〜THOUSAND DREAMS〜」はカップリングのような扱いである。当シングルの発売にあたり、「ミュージックステーション」に2度出演しているが、どちらの回も「夏音」を演奏している。
- 初回生産分には、同年に行われた全国ツアーのチケット購入者先行予約チラシと日本武道館LIVE DVD『Re-Birth〜ROCK'N'ROLL SWINDLE at NIPPONBUDOUKAN〜』先行試写会応募抽選ハガキが封入。

## 収録曲
1. 夏音
  - 作詞・作曲：TAKURO / 編曲：GLAY & 佐久間正英

2006年9月22日のミュージックステーションではストリングスを前面に出した特別バージョンが披露された（ストリングスを前面に出したというより、ストリングス以外の楽器のパートの演奏をカットしたといったほうが正確である）。GLAYのメンバー曰く、前作「G4」とは異なり、シングルである事を意識した作品であるという。PVにはメンバーは出演しておらず、幻想的なアニメーションで構成されている。
2. 変な夢 〜THOUSAND DREAMS〜
  - 作詞・作曲：TAKURO / 編曲：GLAY & 佐久間正英

曲のアレンジはJIROとTERUを中心としたものであるらしい。
3. Lock on you
  - 作詞・作曲：TERU / 編曲：GLAY & 佐久間正英

2004年の「BLAST」以来のTERUによる楽曲。

## 収録アルバム
夏音
- LOVE IS BEAUTIFUL
- THE GREAT VACATION VOL.1 〜SUPER BEST OF GLAY〜

変な夢 〜THOUSAND DREAMS〜
- LOVE IS BEAUTIFUL
- THE GREAT VACATION VOL.1 〜SUPER BEST OF GLAY〜

Lock on you
- rare collectives vol.3